# Hubert Barthod
Hubert Barthod, né le 12 février 1965 en Allemagne et mort le 24 août 2010 à Montréal, est un trampoliniste français.
Il est médaillé de bronze en trampoline par équipes avec Lionel Pioline, Laurent Mainfray et Daniel Péan aux Championnats du monde 1984 à Osaka.
Aux Championnats d'Europe 1985 à Groningue, le même quatuor est médaillé d'argent par équipes ; de plus, Hubert Barthod est médaillé de bronze avec Lionel Pioline.
Il est médaillé d'argent en trampoline synchronisé avec Lionel Pioline et médaillé d'argent par équipes avec la même équipe qu'en 1984 aux Championnats du monde 1986 à Paris. Sa dernière médaille internationale est obtenue aux Championnats du monde 1988 à Birmingham avec une deuxième place en trampoline synchronisé avec Lionel Pioline.
Il travaille ensuite dans le monde du cirque au Brésil où il a créé avec sa conjointe Gabriele Mendes l'école de cirque et acrobatie Central Artistique de Santa Teresa, pour ensuite être scout pour le Cirque du Soleil à Montréal, où il meurt à l'âge de 45 ans.